# Ferrero
För andra betydelser, se Ferrero (olika betydelser).
Ferrero är en italiensk tillverkare av choklad och konfektyr. Ferrero grundades av Pietro Ferrero 1946 i Alba i Piemonte i Italien. Företaget är verksamt globalt med 22 fabriker och cirka 33 060 anställda. Bland företagets produkter finns Kinder (med bland annat Kinderägg), Nutella, Raffaello, Tic Tac, Butterfinger och Ferrero Rocher.
Ferrero grundades när konditorn Pietro Ferrero skapade en kräm bestående av hasselnötter och kakao. Den började att säljas under namnet Giandujot. Den var hård och tänkt att skivas upp men ersattes av en bredbar kräm, Supercrema. Produkterna blev stora försäljningsframgångar och konditoriet byggdes efterhand ut till en fabrik. Supercrema bytte 1964 namn till Nutella. Den första fabriken utanför Italien byggdes i Stadtallendorf i Tyskland. Företaget expanderade kraftigt under sonen Michele Ferreros ledning och startade fabriker utomlands.
Ferrero i Tyskland har bland annat legat bakom storsäljare som Hanuta som lanserades 1959 och Duplo som kom ut på marknaden 1964. År 1967 lanserades storsäljaren Kinder Schokolade i Västtyskland. År 1974 lanserades Kinder överraskning (Kinderägg). Varumärket Kinder används numera på en rad chokladprodukter.
Det familjeägda företaget leds av Giovanni Ferrero.
Ferrero Hazelnut Company grundades 2015.